# Gran Buenos Aires
Gran Buenos Aires (GBA, česky Velké Buenos Aires) je městská aglomerace a metropolitní oblast v Argentině, na jihozápadním pobřeží estuáru Río de la Plata. Jejím jádrem je hlavní argentinské město Buenos Aires, které je samostatnou správní jednotkou na úrovni provincií. Součástí metropolitní oblasti je rozsáhlé urbanizované území o rozloze 3830 km², které kromě hlavního města federace zahrnuje 24 přilehlých okresů v provincii Buenos Aires. V celé aglomeraci žilo v roce 2010 celkem 12,8 milionů obyvatel, tedy třetina argentinské populace, která vytváří více než polovinu HDP.

## Vymezení
Podle argentinského statistického úřadu INDEC (Instituto Nacional de Estadística y Censos) existují v rámci buenosaireské aglomerace tři skupiny okresů, z nichž první dvě (celkem 24 okresů) vytváří s hlavním městem právě oblast Gran Buenos Aires.
Čtrnáct zcela urbanizovaných okresů
- Avellaneda
- General San Martín
- Hurlingham
- Ituzaingó
- José C. Paz
- Lanús
- Lomas de Zamora
- Malvinas Argentinas
- Morón
- Quilmes
- San Isidro
- San Miguel
- Tres de Febrero
- Vicente López

Deset částečně urbanizovaných okresů
- Almirante Brown
- Berazategui
- Esteban Echeverría
- Ezeiza
- Florencio Varela
- La Matanza
- Merlo
- Moreno
- San Fernando
- Tigre

Šest okresů mimo metropolitní oblast
S postupující urbanizací se těchto šest okresů propojilo s aglomerací. Zatím však nejsou součástí metropolitní oblasti.
- Escobar
- General Rodríguez
- Marcos Paz
- Pilar
- Presidente Perón
- San Vicente

## Galerie

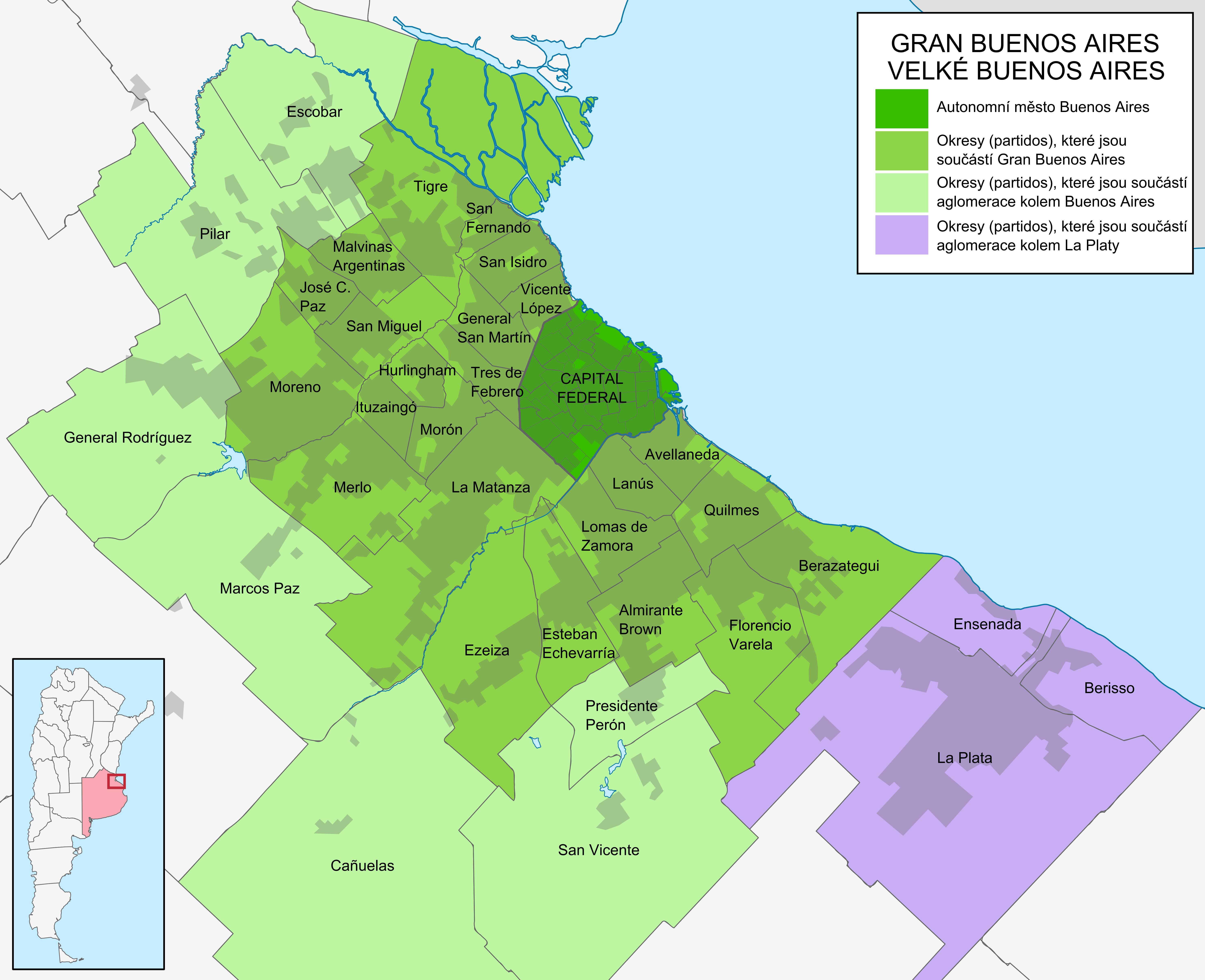
Mapa okolí Buenos Aires. Součástí metropolitní oblasti jsou okresy označené sytě a tmavě zeleně.
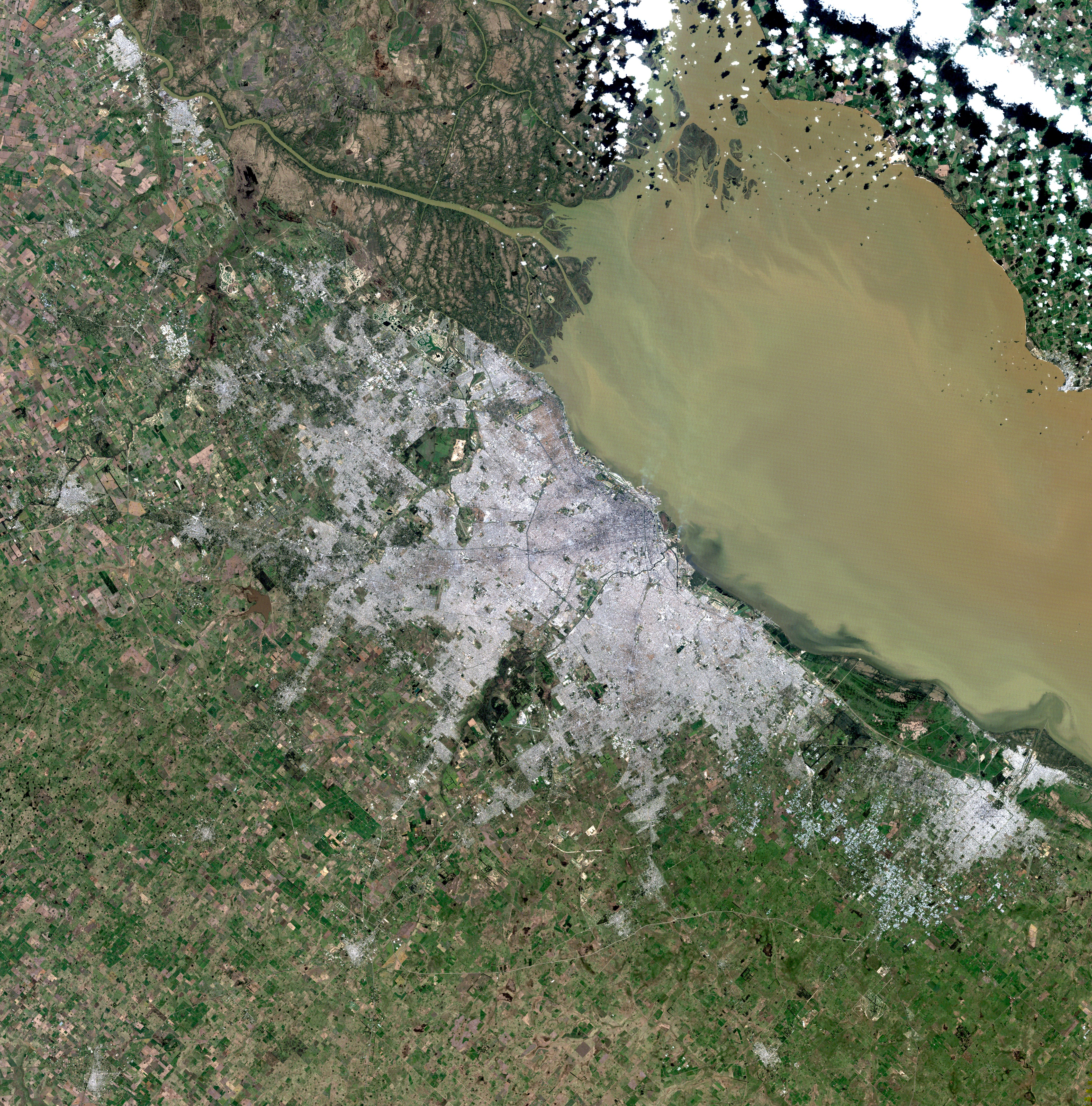
Satelitní snímek metropolitní oblasti Buenos Aires